# اگلون (واشینگتن)
اگلون (به انگلیسی: Eglon) یک منطقهٔ مسکونی در ایالات متحده آمریکا است که در شهرستان کیتساپ، واشینگتن واقع شده‌است.